# Rhode (genre)
Pour les articles homonymes, voir Rhode.
Genre
Synonymes
- Harpassa Simon, 1882
- Typhlorhode Kratochvíl, 1935

Rhode est un genre d'araignées aranéomorphes de la famille des Dysderidae.

## Distribution
Les espèces de ce genre se rencontrent dans le bassin méditerranéen.

## Liste des espèces
Selon World Spider Catalog (version 26, 19/08/2025) :
- Rhode aspinifera (Nikolic, 1963)
- Rhode baborensis Beladjal & Bosmans, 1996
- Rhode biscutata Simon, 1893
- Rhode magnifica Deeleman-Reinhold, 1978
- Rhode scutiventris Simon, 1882
- Rhode stalitoides Deeleman-Reinhold, 1978
- Rhode subterranea (Kratochvíl, 1935)
- Rhode tenuipes (Simon, 1882)
- Rhode testudinea Pesarini, 1984
- Rhode zaccarensis Benslimane, Beladjal & Abrous, 2025

## Systématique et taxinomie
Ce genre a été décrit par Simon en 1882 dans les Dysderidae.
Harpassa et Typhlorhode ont été placés en synonymie par en Deeleman-Reinhold, 1978.

## Publication originale
- Simon, 1882 : « Études Arachnologiques. 13e Mémoire. XX. Descriptions d'espèces et de genres nouveaux de la famille des Dysderidae. » Annales de la Société Entomologique de France, sér. 6, vol. 2, p. 201-240 (texte intégral).